# Élection présidentielle mongole de 2009
L'élection présidentielle mongole de 2009 s'est déroulée le 24 mai 2009.

## Système électoral
Le Président de Mongolie est directement élu par les citoyens de Mongolie au scrutin uninominal majoritaire à deux tours pour un mandat renouvelable une seule fois.
Les partis politiques représentés au parlement, le Grand Khoural d'État, soumettent des candidats lors de chaque élection. Cependant, avant son investiture, le président élu doit démissionner de tout parti politique : il représente l'unité du peuple.
Le président peut être destitué par le parlement s'il est reconnu coupable par la majorité des deux tiers de ses membres d'abuser de ses pouvoirs ou d'avoir violé son serment.
Les élections presidentielles mongoles ont la particularité de tenir réellement compte des votes blancs, en tant que votes valides entrant en compte dans le décompte des voix et de leur pourcentage (articles 97.9 et 99.2 de la loi électorale mongole). Or, un candidat devant réunir la majorité absolue des suffrages (50% +1 voix) pour être élu, il est possible qu' aucun candidat n'atteigne le seuil requis, même au second tour. Un tel résultat conduit alors à la tenue de nouvelles élections (article 8.6.2) pour laquelle l'ensemble des partis doivent présenter des nouveaux candidats,.

## Résultats

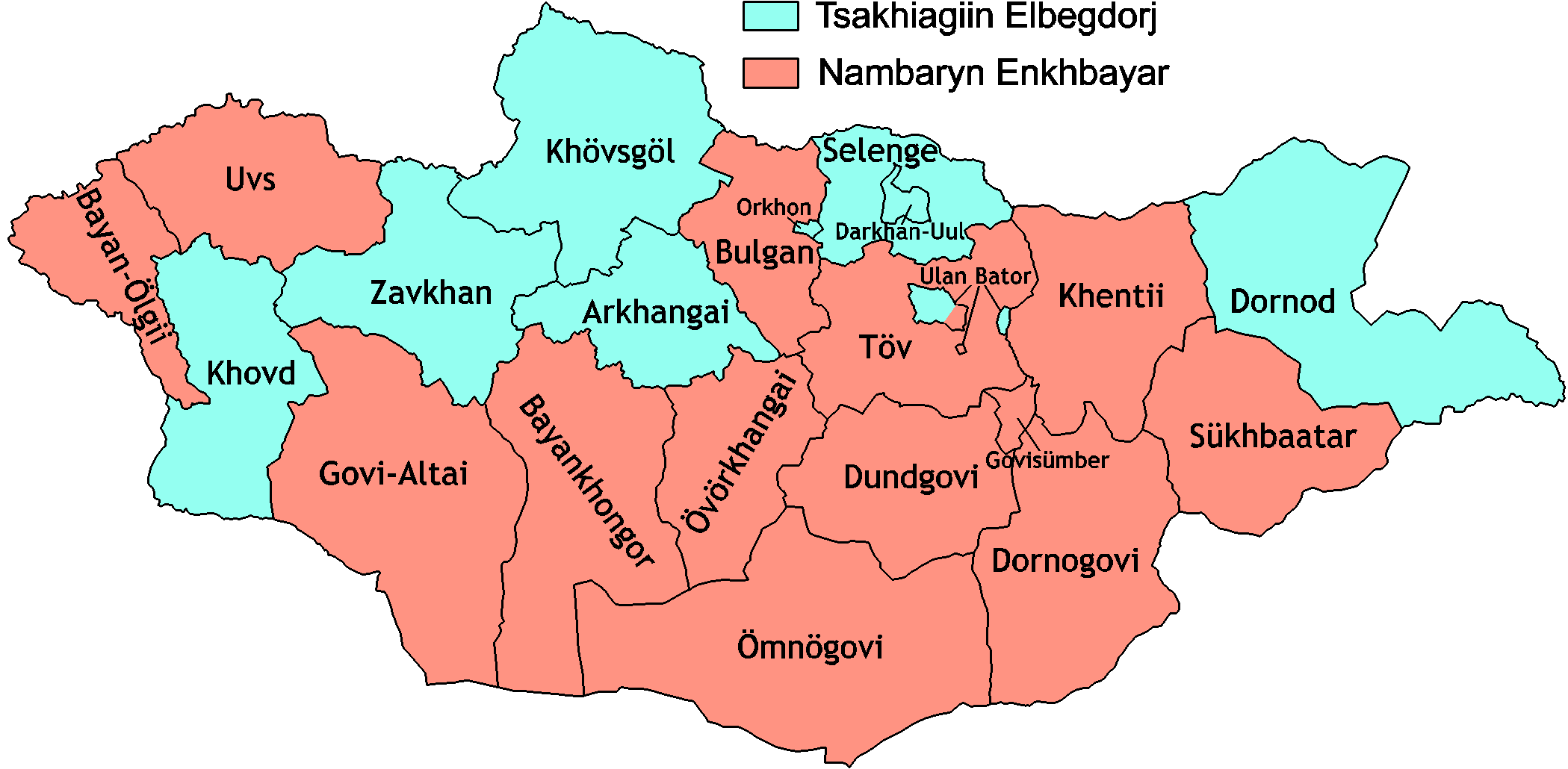

|                        | Tsakhiagiin Elbegdorj  | Parti démocrate        | 562 718   | 51,85 |  |  |
|                        | Nambaryn Enkhbayar     | Parti du peuple mongol | 520 948   | 48,00 |  |  |
|                        | Vote blanc             | Vote blanc             | 13 522    | 0,15  |  |  |
|                        |                        |                        |           |       |  |  |
| Total                  | Total                  | Total                  | 1 098 875 | 100   |  |  |
| Inscrits/Participation | Inscrits/Participation | Inscrits/Participation | 1 493 217 | 73,48 |  |  |